# 미뉴에트

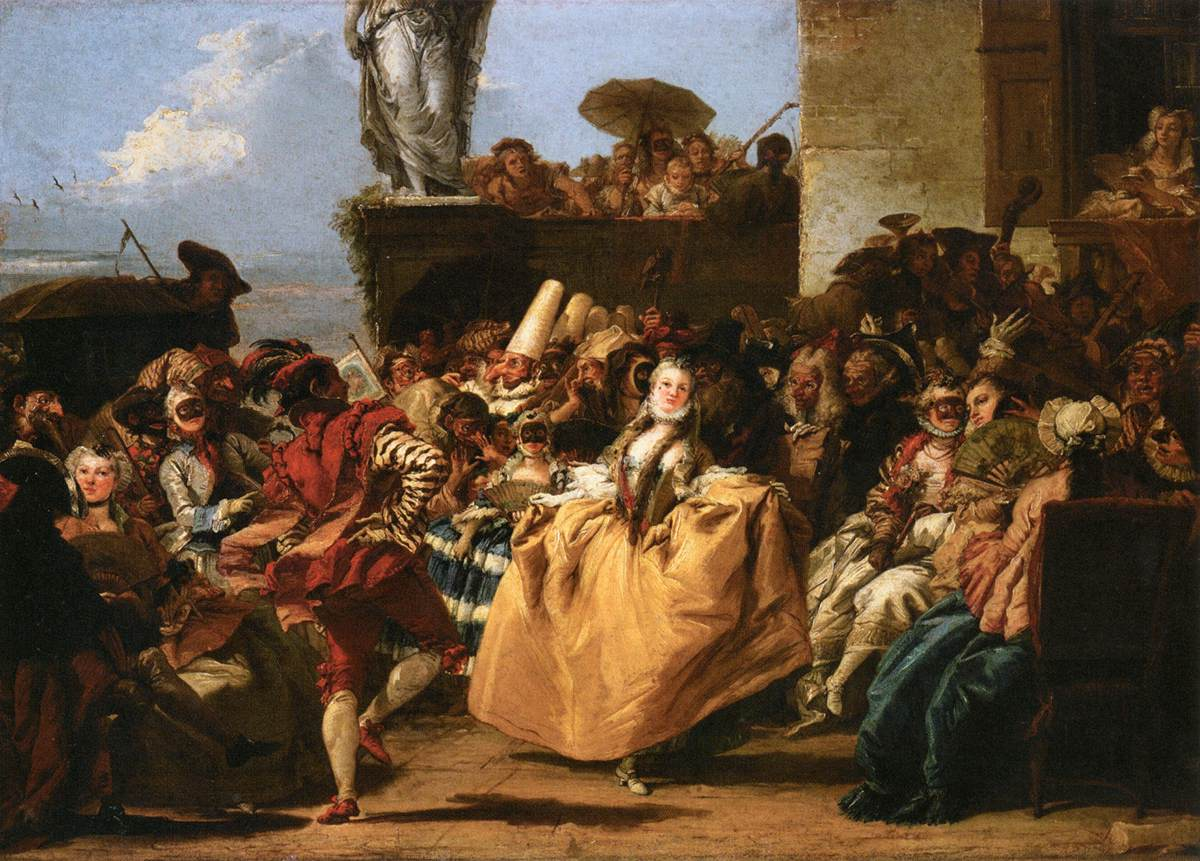
미뉴에트

미뉴에트(Minuet, 문화어: 메누에트)는 17~18세기 유럽에서 유행한 춤곡이다.
프랑스의 우아한 3박자의 춤곡으로, 제1박자부터 시작하는 일이 많다. 3부형식으로서, 각부는 기본적으로 16절로 되었고, 중간부에는 8마디의 대비적 성격의 제2미뉴에트(트리오라고도 한다)가 놓여, 제1미뉴에트로 되돌아가는 것이 보통이다(M1－M2－M1). 그러나 각부는 점차로 확대되어, 베토벤 이전의 교향곡에서는 끝악장 앞에 놓였다.

## 같이 보기
- 스케르초